# Viện Thiên văn học của Đại học Hawaii
Viện Thiên văn học của Đại học Hawaii (tiếng Anh: Institute for Astronomy, viết tắt: IfA) là một đơn vị nghiên cứu trong hệ thống Đại học Hawaii, do Günther Hasinger làm giám đốc. Trụ sở chính của IfA đặt tại 2680 Woodlawn Drive ở Honolulu, Hawaii, , trong khuôn viên Đại học Hawaii tại Mānoa. Các cơ sở khác đặt tại Pukalani, Maui và Hilo trên đảo Hawaiʻi (Đảo Lớn). IfA tuyển dụng hơn 150 nhà thiên văn học và tình nguyện viên. Các nhà thiên văn IfA thực hiện nghiên cứu vật thể, sao, thiên hà và Hệ Mặt Trời.
Viện Thiên văn học được thành lập năm 1967 để nghiên cứu và quản lý các khu phức hợp quan sát tại Haleakalā, Maui và Đài Quan sát Mauna Kea trên đỉnh Mauna Kea. Nó có khoảng 55 giảng viên và hơn 300 nhân viên.